# Jamnia (stato)
Lo Stato di Jamnia fu uno stato principesco del subcontinente indiano, avente per capitale la città di Jamnia.

## Storia
La tradizione vuole che i regnanti di Jamnia fossero discendenti dal primo re Chauhan, che governò gran parte dell'India nell'antichità tramite il raja Govind I di Guwak, vissuto nell'VIII secolo a.C. Le prime notizie certe sullo stato di Jamnia risalgono invece al 1555, quando fu stabilito il principato che regnava su 86 villaggi. Successivamente diversi dei villaggi  dovettero essere consegnati ai più potenti stati di Gwalior, Dhar e Indore, ma lo stato di Jamnia riuscì ad ottenere la restituzione di 32 villaggi da Gwalior, 7 da Dhar e 11 da Indore. Il titolo di raja venne conferito ai sovrani locali durante il periodo moghul da Badshah Jahangir.

## Governanti
I governanti dello stato di Jamnia avevano il titolo di patil, e ottennero successivamente quello di raja.

### Patil
- Patil NANAJI, 1555/?
- Patil BHANAJI
- Patil TANANJI
- Patil TANANJI, fl.1601, ottenne il rango di Raja

### Raja
- Raja TANANJI, fl.1601
- Raja KESHAVDAS
- Raja BHERUJI
- Raja JASHWANT SINGHJI
- Raja HARI SINGHJI
- Raja DEVI SINGHJI
- Raja ANUP SINGHJI
- Raja NAYDAR SINGHJI, fl.1800
- Shrimant Raja BHIMAN SINGHJI, 1815/1820
- Shrimant Raja MOTI SINGHJI -/1863
- Shrimant Raja HAMIR SINGHJI, 1863/1924
- Shrimant Raja RAGHUNATH SINGHJI, 1924/1943
- Shrimant Raja NARENDRA SINGHJI, 1943/1948